# Kagoma (Muleba)
Kagoma ist ein Bezirk (Ward) des Distriktes Muleba in der tansanischen Region Kagera.

## Geografie
Kagoma liegt im Nordwesten von Tansania am westlichen Ufer des Victoriasees. Die Fläche des Bezirks beträgt 42,46 Quadratkilometer, bei der Volkszählung 2022 lebten 7659 Menschen in 1809 Haushalten.

## Gliederung
Der Bezirk besteht aus drei Gemeinden (Mtaa) mit neun Orten (Kitongoji):
| Kagoma - Kagoma - Rukoro - Manyora | Buhaya - Nundu - Buhaya - Kashekera | Muyenje - Muyenje - Kigane - Kabojwa |

## Infrastruktur
- Straße: Durch den Bezirk verläuft die asphaltierte Nationalstraße von Bukoba nach Biharamulo.[6]
- Bildung: Die staatliche weiterführende Schule in Kagoma wurde 2004 gegründet[7] und bildet Jugendliche bis zur 6. Stufe aus.[8]
- Gesundheit: Die Apotheke in Kagoma bietet Malaria-Erstversorgung, HIV-Beratung, -Test und -Behandlung sowie kleinere chirurgische Eingriffe an.[9]